# Nikolaï Maklakov
Nicolaï Alexeïevitch Maklakov (en russe : Николай Алексеевич Маклаков), né en 1871 à Moscou et décédé en 1918 à Moscou, était un homme politique russe. Il fut ministre de l'Intérieur du 16 décembre 1912 au 16 décembre 1915, succédant à Alexandre Makarov, et l'initiateur de l'interdiction de commémorer le 100e anniversaire de la naissance du génie national du peuple ukrainien Taras Shevchenko en 1914.

## Biographie
Maklakov fut un ardent défenseur de Nicolas II de Russie et de l'autocratie.
Pendant la période où il occupa le poste de Ministre de l'Intérieur, Maklakov, un fervent monarchiste, s'opposa à toutes réformes constitutionnelles. Il lutta afin d'empêcher tout compromis entre le gouvernement et la Douma. Lorsque Sergueï Sazonov tenta au nom de la Russie impériale la reconnaissance de l'indépendance de la Pologne, Maklakov joua un rôle prééminent dans le renvoi de ce compétent ministre des Affaires étrangères. Une forte pression de la Douma pesa alors sur ses épaules. 
Maklakov possédait une forte influence sur Ivan Goremykine. Il désirait fortement la fermeture de la Douma. Il souhaitait qu'une violente répression soit menée contre les tenants de la mise en œuvre de réformes politiques en Russie. Il favorisa la politique de soutien à la Serbie contre la Triple-Alliance. Selon son opinion, la Russie devait honorer ses obligations à l'égard de la Triple-Entente contre la Triple-Alliance.
Le 5 juin 1916, le prince Nicolas Chtcherbatov lui succéda au poste de ministre de l'Intérieur.

### Décès
Nikolaï Alexeïevitch Maklakov fut arrêté par les Bolcheviks et exécuté en 1918.